# 8983 Rayakazakova
A 8983 Rayakazakova (ideiglenes jelöléssel 1977 ED1) a Naprendszer kisbolygóövében található aszteroida. Nyikolaj Sztyepanovics Csernih fedezte fel 1977. március 13-án.